# Świńska wojna
Świńska wojna (ang. The Pig War lub North-West Border Dispute) – zbrojna konfrontacja, która nastąpiła w 1859 pomiędzy USA a Wielką Brytanią. Jej przedmiotem była wyspa San Juan leżąca w kanale oddzielającym wyspę Vancouver od lądu. W czasie konfliktu nie doszło do walk. Jedyną ofiarą wojny była świnia, od której konflikt przyjął swoją nazwę. Konflikt zakończył się międzynarodowym arbitrażem.

## Geneza
Przyczyną sporu było niejasne sformułowanie w traktacie oregońskim. Zawarty on został w 1846 i ustalał granicę pomiędzy USA, a terytoriami pod kontrolą brytyjską (późniejsza Kanada) wzdłuż 49 równoleżnika, aż do wybrzeży Pacyfiku i dalej środkiem kanału oddzielającego wyspę Vancouver od kontynentu. Otóż środek kanału można było rozumieć jako linię przebiegającą na północ, lub na południe od niewielkiej wyspy San Juan. Początkowo przebieg granicy był kwestią czysto teoretyczną, gdyż żadna ze stron nie zgłaszała pretensji do tej wyspy. Sytuacja zaczęła się zmieniać pod koniec lat pięćdziesiątych XIX wieku. W tamtym okresie zaczęli się osiedlać na wyspie pojedynczy Amerykanie. W 1859 mieszkało tam już 18 rodzin osadników. Jednocześnie Kompania Zatoki Hudsona mająca swe interesy w rejonie zaczęła używać wyspy jako punktu przeładunkowego i stworzyła tam tymczasowe magazyny. Żadna ze stron nie uznała pretensji drugiej strony do wyspy.

## Wybuch i przebieg konfliktu
Bezpośrednią przyczyną wybuchu konfliktu był incydent, w którym amerykański osadnik, farmer o nazwisku Lyman Cutlar, 15 czerwca 1859 zastrzelił świnię należącą do Kompanii Zatoki Hudsona, która weszła w szkodę w jego własnym ogrodzie. Kompania wniosła skargę do władz brytyjskich, które zagroziły aresztowaniem Cutlera. W odpowiedzi na to inni Amerykanie wnieśli petycję do władz amerykańskich z żądaniem militarnej ochrony. Generał brygady William Harney, znany ze swego antybrytyjskiego nastawienia, wyekspediował jedną kompanię wojska, której zadaniem była okupacja wyspy. 66-osobowy oddział 9th US Infantry pod dowództwem kapitana George’a Picketta wylądował 27 czerwca na wyspie, zajmując pozycje nieopodal doków Kompanii Zatoki Hudsona. W odpowiedzi na to posunięcie, James Douglas, gubernator Kolumbii Brytyjskiej, wysłał w rejon konfliktu okręt wojenny pod dowództwem kapitana Geoffreya Hornby’ego z rozkazem usunięcia amerykańskiego oddziału z terenu wyspy, jednocześnie zaznaczając, by ograniczyć się wyłącznie do demonstracji siły. Pickett, mimo że był w bardzo trudnym położeniu strategicznym – Brytyjczycy posiadali olbrzymią przewagę w sile ognia i ludziach, odmówił wycofania się. Zgodnie z sugestiami gubernatora, Hornby nie przystąpił do operacji zbrojnych, stale jednak kontrolował poczynania Amerykanów. W międzyczasie siły brytyjskie zostały wzmocnione przez kolejne jednostki operujące na tym akwenie. Wybuch walk powstrzymała postawa dowódcy brytyjskich sił morskich na Pacyfiku, kontradmirała Roberta Baynesa, który odmówił wysadzenia desantu stwierdzając, że byłoby głupotą zaangażować w wojnę dwa wielkie narody z powodu kłótni o jedną świnię (ang. involve two great nations in a war over a squabble about a pig). W międzyczasie jednak postępowała koncentracja floty brytyjskiej. Wkrótce jedną kompanię amerykańską szachowały trzy okręty wyposażone w 14 dział i z 2140 ludźmi na pokładzie. 10 sierpnia Pickett otrzymał posiłki w liczbie 171 piechurów dowodzonych przez pułkownika Silasa Caseya, który od tego momentu przejął dowództwo oddziałów amerykańskich. Do końca sierpnia siły amerykańskie wzrosły do 461 żołnierzy wspomaganych przez 14 dział. Ciągle jednak nie doszło do wybuchu walk.
W międzyczasie informacja o narastającym napięciu dotarła do władz w Waszyngtonie. Prezydent James Buchanan wysłał w rejon objęty konfliktem specjalnego wysłannika, generała Winfielda Scotta, by zbadał sytuację i próbował ją opanować. Scott po przybyciu na miejsce nawiązał listowny kontakt z gubernatorem Douglasem. W wyniku korespondencyjnych negocjacji postanowiono zmniejszenie obecności zbrojnej do jednej kompanii ze strony amerykańskiej i jednego okrętu brytyjskiego, które to siły miały przeprowadzić wspólną okupację wyspy, aż do zapadnięcia decyzji na wyższym szczeblu. W wyniku porozumienia, siły amerykańskie pozostały w swoim obozie, nad którym dowództwo przejął kapitan Lewis Cass Hunt. Brytyjczycy utrzymali jeden okręt i utworzyli garnizon na stałym lądzie. Miejsce, gdzie znajdował się obóz, do dziś nazywane jest przez mieszkańców English Camp. Wspólna okupacja wyspy trwała przez następne 12 lat. W końcu 1861 incydent Trent zaognił stosunki między stronami, został jednak zażegnany. Gdy władze brytyjskie i amerykańskie gotowe były podpisać traktat waszyngtoński (1871), pytanie o przyszłość wyspy zostało poddane pod arbitraż międzynarodowy. Arbitrem, za obopólną zgodą, został wybrany cesarz niemiecki Wilhelm I. Cesarz 21 października 1872 r. zaproponował granicę prowadzącą przez Cieśninę Haro, przebiegającą na północ od wyspy, przydzielając ją w całości Stanom Zjednoczonym. Obie strony zaakceptowały werdykt. 25 listopada 1872 Brytyjczycy wycofali się z wyspy. Amerykańska kompania pozostała tam jeszcze przez dwa lata, by ostatecznie opuścić wyspę w czerwcu 1874.